# Закітне
Закі́тне — село в Україні, у Лиманській міській територіальній громаді Донецької області. У селі мешкає 496 осіб. Відстань до центру громади автошляхом Т 0513 становить близько 17 км.
Неподалік від села розташований філіал Українського степового природного заповіднику Крейдова флора.

## Історія
У 21 столітті тут відбувалися бої під час російсько-української війни 2014 року.
19 червня 2014 року сили батальйонних тактичних груп ЗСУ знищили укріплення бойовиків в районі села Закітне. У боях загинуло 7 військовослужбовців із 24 омбр.
6 липня 2014 року силами Національної гвардії та спецназу Національної гвардії України село було визволене від банд проросійських мародерів та убивць.

## Населення
Згідно з переписом УРСР 1989 року чисельність наявного населення села становила 645 осіб, з яких 301 чоловік та 344 жінки.
За переписом населення України 2001 року в селі мешкало 568 осіб.

### Мова
Розподіл населення за рідною мовою за даними перепису 2001 року:
| Мова       | Кількість | Відсоток |
| ---------- | --------- | -------- |
| українська | 431       | 75,22%   |
| російська  | 142       | 24,78%   |
| Усього     | 573       | 100%     |